# Jardinópolis (São Paulo)
Jardinópolis é um município brasileiro do estado de São Paulo e, desde 2016, um dos integrantes da Região Metropolitana de Ribeirão Preto (criada pela Lei Complementar nº 1.290/2016). Em 2024 a população de Jardinópolis foi estimada pelo IBGE em 46.868 habitantes. O município é formado pela sede e pelo distrito de Jurucê.

## História
Suas origens remontam a um povoado formado nas terras da Fazenda Ilha Grande, antigo pouso de tropeiros que seguiam em direção a Minas Gerais. Em doação feita por dois casais de lavradores no ano de 1859, parte das terras da Fazenda se destinaria à formação de um patrimônio dedicado à construção de uma capela em homenagem à Nossa Senhora d'Apparecida.
Apenas 27 anos mais tarde, por iniciativa de Domiciano Alves de Rezende, considerado o fundador de Jardinópolis, as pendências referentes ao cumprimento da doação foram resolvidas e, através de mutirões, foi erguida a primeira Capela dedicada à Nossa Senhora Aparecida (onde hoje se localiza a praça de mesmo nome) e foram realizadas a abertura das primeiras ruas e a demarcação dos primeiros largos (praças).
Em 1892, foi criado, do então povoado, o Districto de Paz de Ilha Grande, anexo ao Município de Batatais. Anos depois, o Districto de Paz de Ilha Grande foi renomeado para Districto de Paz de Jardinópolis, em homenagem ao republicano Antônio da Silva Jardim (ou, Silva Jardim), falecido em 1891. Em 27 de julho de 1898, ocorreu a emancipação política e administrativa do Districto de Paz, criando-se, assim, o Município de Jardinópolis.
O primeiro Intendente Municipal eleito foi o médico baiano Dr. João Muniz Sapucaia que, pouco após realizar a construção do Cemitério Municipal, faleceu e acabou sendo o primeiro cidadão a ser enterrado no lugar.
Representou Jardinópolis um polo educacional do estado de São Paulo, através da construção de seu imponente Grupo Escolar (inaugurado em 1909) e da instalação do Colégio Sagrado Coração de Jesus (em 1914 e que funcionou até a década de 1990), administrado por religiosas franciscanas e que fornecia formação desde o primário até o magistério.
Possui, desde sua formação, forte caracteres agrícolas e industriais, que se intensificaram ao longo das décadas.
Em 1918, é criado o distrito de Sarandy, anexo à Jardinópolis, que, a partir de 1944, passou a denominar-se de Jurucê.
Na década de 1980, recebeu o título de "Capital da Manga".

## Geografia
Localiza-se a uma latitude 21º01'04" Sul e a uma longitude 47º45'50" Oeste, estando a uma altitude de 590 metros. Possui uma área de 501,870 km² e está situada a 335 km da capital paulista e a 18 km de Ribeirão Preto.
Jardinópolis situa-se no interior do estado de São Paulo, em sua região nordeste e tem em seus limites:
- Norte: Sales Oliveira
- Sul: Ribeirão Preto
- Oeste: Sertãozinho e Pontal
- Leste: Brodowski e Batatais.

Segundo o IBGE, apresenta 98,4% de domicílios com esgotamento sanitário adequado, 97,8% de domicílios urbanos em vias públicas com arborização e 5,8% de domicílios urbanos em vias públicas com urbanização adequada (presença de bueiro, calçada, pavimentação e meio-fio). Quando comparado com os outros municípios do estado, fica na posição 43 de 645, 194 de 645 e 579 de 645, respectivamente. Já quando comparado a outras cidades do Brasil, sua posição é 46 de 5570, 433 de 5570 e 3329 de 5570, respectivamente.[carece de fontes?]

### Hidrografia
Rio Pardo, que corta o extremo sul.

## Demografia

### Dados do IBGE
População estimada 2020: 44.970 habitantes.
População no último censo [2010]: 37.661 pessoas.
Densidade demográfica [2010]: 74,99 hab/km².
Mortalidade infantil até 1 ano: 14,34 óbitos por mil nascidos vivos.
Taxa de escolarização de 6 a 14 anos de idade: 97,1 %
Índice de desenvolvimento humano municipal (IDHM): 0,735 (em 2010).

### Etnias
| Cor/Raça | Percentagem |
| -------- | ----------- |
| Branca   | 74,3%       |
| Parda    | 18,7%       |
| Preta    | 5,9%        |
| Amarela  | 0,3%        |
| Indigena | 0,2%        |

Fonte: Censo 2000
A população foi formada, originalmente, por imigrantes italianos, portugueses, sírio-libaneses, japoneses e espanhóis, vindos ao Brasil no final do século XIX e início do século XX, além de migrantes advindos do norte da região Sudeste e do Nordeste, nos processos migratórios brasileiros.

## Política e administração
- Prefeito: Antônio Carlos Degan (MDB) - eleito em 06/11/2024 para governar como chefe do executivo de 1º de janeiro de 2025 até 31 dezembro de 2028.[10]
- Presidente da Câmara Municipal: Luiz Gustavo "Gustavo Sabá" de Sousa (MDB) - eleito para governar como chefe do legislativo de 1º de janeiro de 2025 até 31 de dezembro de 2026.[11]

## Economia

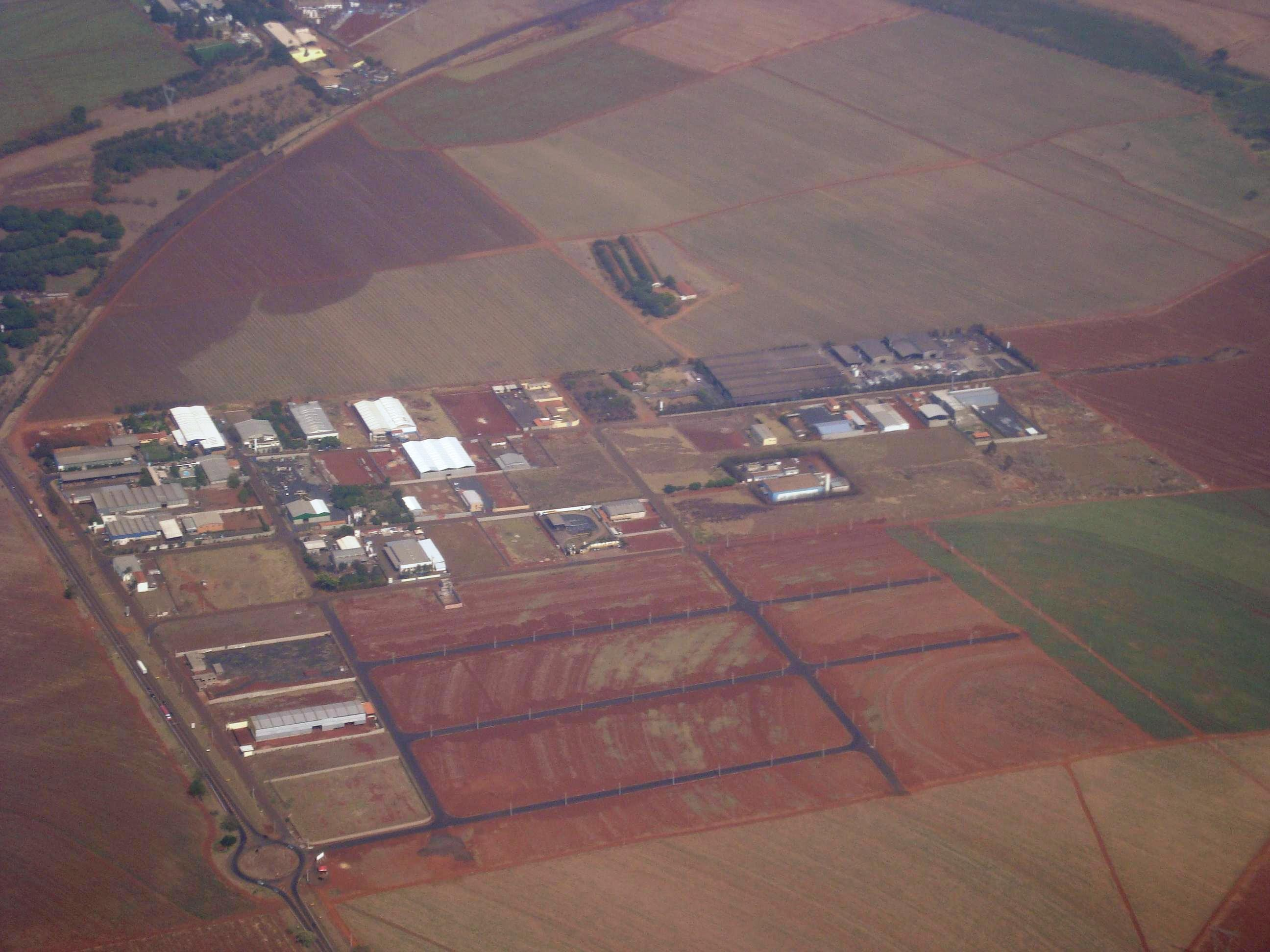
Vista aérea do Distrito Industrial de Jardinópolis.

### Agricultura
Pela forte exportação de manga até a metade do século XX, ficou conhecida como a "Terra da Manga", recebendo, na década de 1980, o título de "Capital Nacional da Manga". A maior avenida da cidade (Prefeito Newton Reis) é conhecida como Avenida das Mangueiras, por ter sido concebida com pés de manga por grande parte de sua extensão.
Hoje, predomina na agricultura o cultivo de abacate, cana-de-açúcar, milho e soja.

## Infraestrutura

### Comunicações
O sistema de telefones automáticos foi inaugurado na cidade pela Companhia de Telecomunicações do Brasil Central (CTBC), que também implantou o sistema de discagem direta à distância (DDD) em 1979 com o código de área (016).

## Cultura e lazer
É pela religiosidade e devoção popular que Jardinópolis atrai muitos turistas, principalmente pela centenária Festa do Senhor Bom Jesus da Lapa, ocorrida entre 28 de julho e 06 de agosto (dia do patrono). Iniciada em 1913, pela baiana D. Juventina do Nascimento (Pequena do Nascimento) em cumprimento de uma promessa feita, é hoje uma das maiores festas religiosas do estado de São Paulo. Realiza-se no recinto do Santuário de mesmo nome, criado em 2006.

## Religião
O Cristianismo se faz presente na cidade da seguinte forma:

### Igreja Católica
- A igreja faz parte da Arquidiocese de Ribeirão Preto.[15]

### Igrejas Evangélicas
Entre as igrejas protestantes históricas, pentecostais e neopentecostais, encontram-se na cidade:
- Assembleia de Deus Ministério do Belém.[18][19]
- Congregação Cristã no Brasil.[20]